# Знаменский, Михаил Степанович

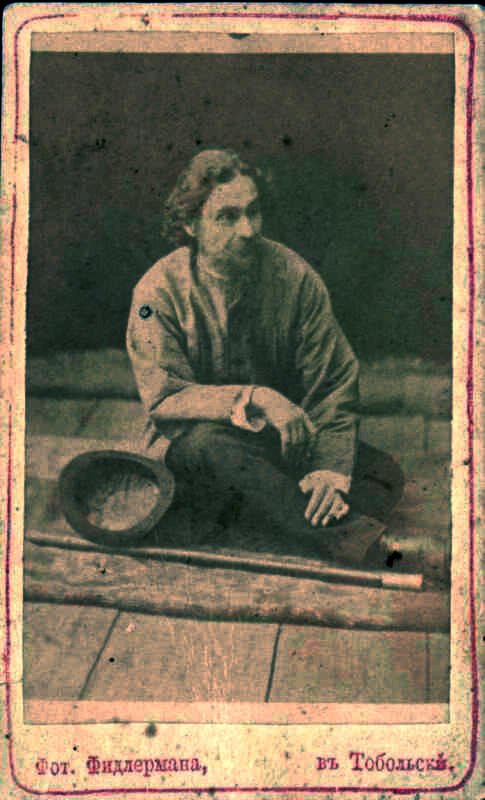
Я. Я. Фидлерман (младший), Фотография М. Знаменского, 1880-е.

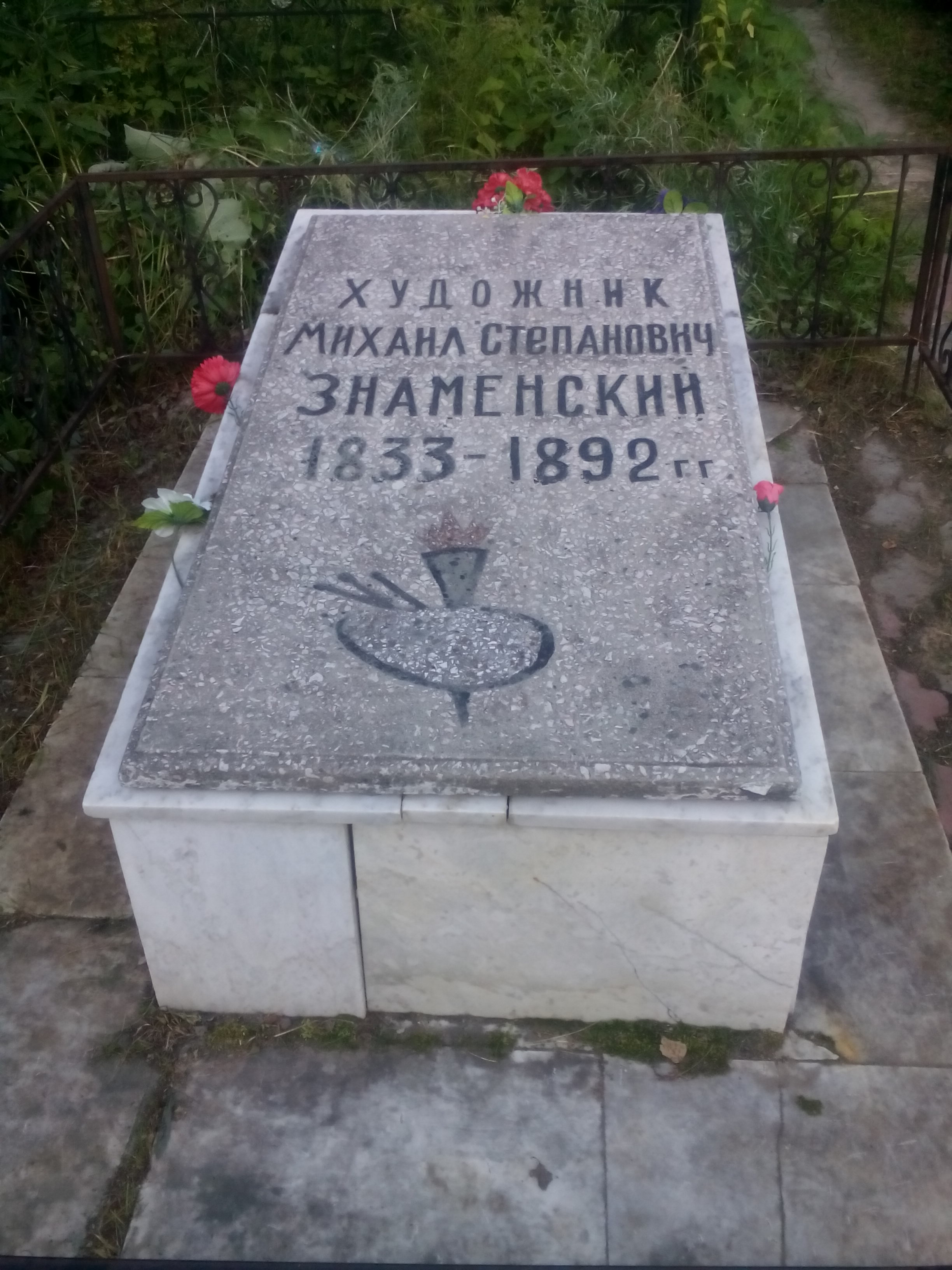
Памятник на могиле, Тобольск, Завальное кладбище.

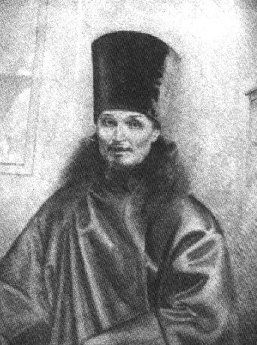
М. Знаменский. Портрет Стефана Знаменского (акварель).

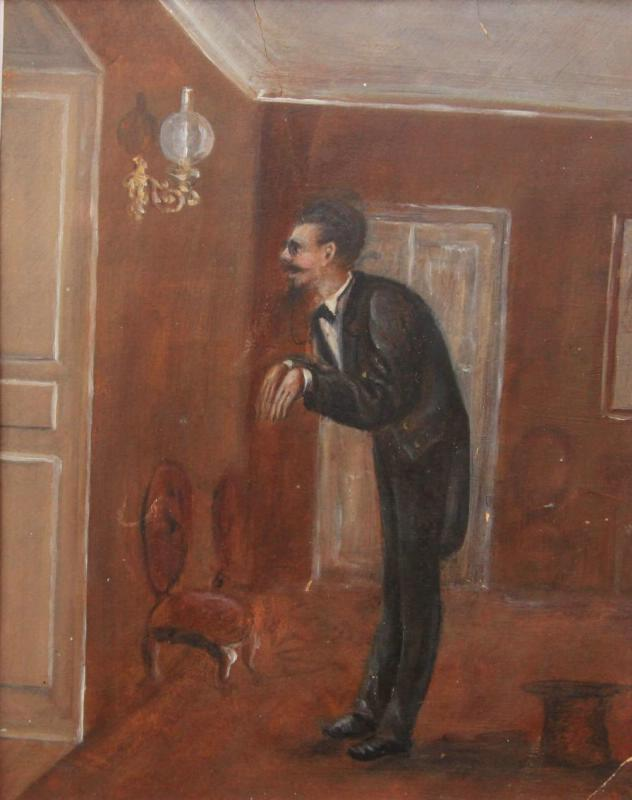
М. Знаменский. «Балкашин здоровается» (эскиз; картон, масло), 1870-е.

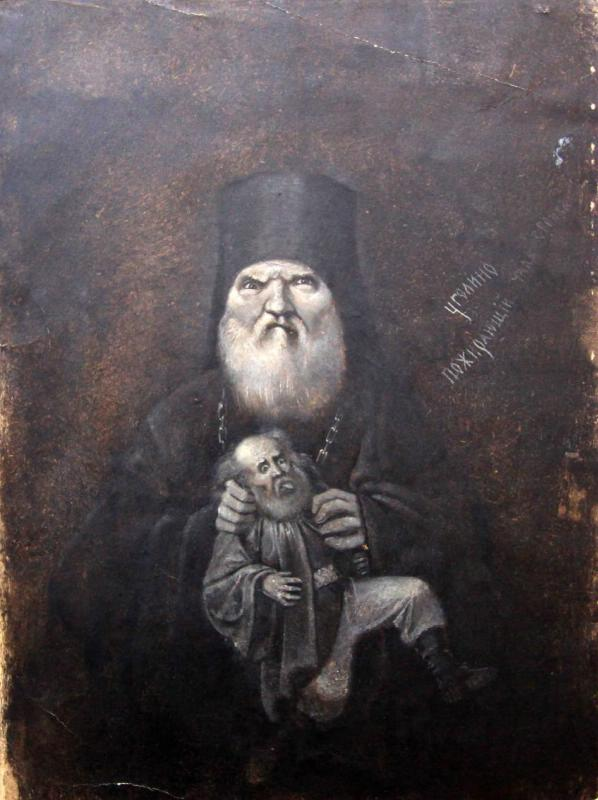
М. Знаменский. «Уголино, пожирающий чад своих» (картина; картон, масло).

Михаи́л Степа́нович Зна́менский (псевдоним Старожил; 14 [26] мая 1833 или 26 мая 1833, Курган, Тобольская губерния — 3 [15] марта 1892, Тобольск) — русский писатель, мемуарист, литератор, художник, карикатурист, археолог, этнограф, краевед.
Автор мемуаров о декабристах.

## Биография
Михаил Знаменский родился 14 (26) мая 1833 года в семье священника Стефана Яковлевича и Александры Львовны Знаменских в городе Кургане Курганского округа Тобольской губернии Западно-Сибирского генерал-губернаторства, ныне город — административный центр Курганской области.
В конце 1839 года семья переехала в город Ялуторовск. Был учеником декабриста Ивана Якушкина, который открыл школу для детей мещан и крестьян 7 (19) августа 1842 года. Здесь он получил начальные сведения по русской истории, географии, физиологии и анатомии человека, по русскому языку и арифметике, по ботанике, зоологии, физике и химии. В детстве проявил талант художника. В 1847 году окончил Ялуторовское уездное училище, учился в Тобольской духовной семинарии.
В 1851 году стараниями декабриста Михаила Фонвизина отправлен в Санкт-Петербургскую образцовую духовную семинарию, которую окончил 15 (27) июля 1853 года по классу живописи и осенью 1853 года вернулся в Тобольск.
С мая 1854 по конец 1863 года преподавал рисование в Тобольской духовной семинарии. Был учителем славянского языка, арифметики и географии в духовном училище при семинарии. В 1859 году поступил преподавателем рисования в Тобольскую женскую Мариинскую школу, где он прослужил до 1868 года.
В 1860 году получил диплом учителя рисования в Императорской академии художеств.
В конце 1863 года совершил поездку в Берёзов и Обдорск для изучения природы края и быта народов Севера. По возвращении Знаменский получил место переводчика татарского языка при Тобольском губернском управлении.
Летом 1866 года он совершил вторую поездку на Север и достиг Надыма. В результате этих поездок был составлен интересный альбом акварельных рисунков, посвящённых Северу.
В 1878—1880 годах производил раскопки в исторических окрестностях Тобольска, на Чувашском мысу, где проходила битва между Ермаком и сибирскими татарами. Найдено около 600 предметов.
В 1890 году был избран кандидатом хранителя Тобольского губернского музея.
Михаил Знаменский умер 3 (15) марта 1892 года в городе Тобольске Тобольского округа Тобольской губернии, ныне город — административный центр городского округа город Тобольск Тюменской области. Похоронен в городе Тобольске на Завальном кладбище.

## Творчество
С первых лет педагогической деятельности его рисунки и карикатуры печатались в разных иллюстрированных изданиях, как, например, в «Искре», в «Маляре», и во «Всемирной иллюстрации». Начало участия Знаменского в «Искре» относится к тому времени, когда он отправился летом 1859 года в Петербург для сдачи своей экзаменационной работы в Академию художеств. Сотрудничал с периодическими изданиями — «Восточное обозрение», «Сибирский листок», «Тобольские губернские ведомости».
В 1851 году М. Знаменский учился живописи и иконописанию под надзором известного профессора Императорской академии художеств Ф. Г. Солнцева.
Михаил Знаменский — автор первого художественного произведения в русской литературе XIX века, целиком посвящённого декабристам. В 1859 году задумал роман автобиографического плана, основой которого должны были послужить воспоминания о декабристах. Первая часть произведения — «Исчезнувшие люди» была опубликована в 1872 году в г. Санкт-Петербурге в сборнике, посвящённом сибирской теме. Вторая часть — «Тобольск сороковых годов» была опубликована в 1884 году в газете «Восточное обозрение». Третья часть — «Пятидесятые годы в Тобольске» осталась неоконченной и неопубликованной. Неполная рукопись третьей части хранится в Центральном государственном архиве литературы и искусства в фонде Михаила Знаменского.
Был близким другом Петра Ершова. Оставил воспоминания о Петре Ершове, Матвее Муравьёве-Апостоле, Иване Пущине, Василие Тизенгаузене, Иване Якушкине и других.
Писал стихи, которые сохранились лишь в небольшом фрагменте.
Автор портретов декабристов, художественных полотен, иллюстраций к произведениям Петра Ершова, Ивана Гончарова, Кондратия Рылеева, зарисовок Средней Азии и севера Сибири. Был сотрудником журнала «Искра», в котором поместил свыше 300 карикатур, в основном посвящённых жизни сибирской провинции. Также занимался резьбой по кости.
Занимался научно-исследовательскими работами в области этнографии, археологии и истории. Автор работы «Исторические окрестности города Тобольска».
Последние годы Знаменский находился в тяжёлых материальных условиях. Небольшим подспорьем для него стала резьба по мамонтовой кости. Продолжал много рисовать, начал готовить альбом «От Тобольска до Омска», но не закончил его.

## Труды
Книги
- От Тобольска до Обдорска. Рисунки М. С. Знаменского. Тобольск. 1862.
- Чувашский мыс. Из археолого-исторических набросков М. С. Знаменского. Губернская типография. Тобольск. 1891.
- Искер. М. Знаменский. Типография Тобольского губернского правления. Тобольск. 1891.
- Исторические окрестности города Тобольска. М. С. Знаменский. Издание А. А. Крылова. Собственная типография. Тюмень. 1901.

Публикации
- Знаменский М. Отчёт по устройству данного господином Бекером увеселительного вечера 21 апреля 1863 года в пользу Тобольского детского приюта // «Тобольские губернские ведомости». № 19. 11 мая 1863 года. Тобольск.

## Память
Именем Михаила Знаменского названы улицы в Тобольске и Ханты-Мансийске.

## Семья
Отец Михаила Знаменского — Стефан (Степан) Яковлевич Знаменский, канонизированный Русской православной церковью как Святой праведный Стефан Омский.